# 桑德拉·埃尔卡塞维奇
桑德拉·佩尔科维奇（1990年6月21日—）是一名克罗地亚女子铁饼运动员，她赢得2012年奥运会（69.11米）和2016年奥运会金牌（69.21米）、2013年世界田径锦标赛金牌（67.99米）、2015年世界田径锦标赛银牌（67.39米），2010、2012和2014年欧洲田径锦标赛三枚金牌。